# Umowa o dzieło
Umowa o dzieło – umowa zawierana pomiędzy zlecającym dzieło i przyjmującym zlecenie wykonania dzieła. Przyjmujący nabywa prawo do wynagrodzenia z chwilą wykonania i oddania dzieła.